# Albert Roberval
Albert Roberval (* 23. Oktober 1869 in Florenz; † 4. Oktober 1941 in Montreal) war ein kanadischer Opernsänger (Tenor), Dirigent, Theaterleiter und Gesangspädagoge.
Roberval studierte in Paris Harmonielehre bei Jules Massenet, Kontrapunkt und Fuge bei Charles René, Gesang bei Paul Lhérie und nahm auch Klavier- und Orgelunterricht. Er begann seine musikalische Laufbahn als Sänger, wandte sich aber auf Anraten Massenets dem Dirigieren zu und dirigierte drei von dessen Opern am Grand Théâtre in Bordeaux.
1905 kam er nach Montreal und arbeitete dort am Théâtre français. Von 1907 bis 1909 war er bei der Manhattan Opera Company in New York Chorleiter und Assistent des Dirigenten Cleofonte Campanini, danach leitete er bis 1913 das Théâtre du Gymnase in Marseille. Nach dem Militärdienst lebte er ab 1916 als Dirigent und Musikpädagoge in Montreal. 1923 erhielt er die kanadische Staatsbürgerschaft.
Mit seiner Frau Jeanne Maubourg leitete Roberval eine Musikschule, an der Opernsänger wie Pierrette Alarie, Fleurette Beauchamp, Léonide Letourneux, Henri Prieur und Honoré Vaillancourt studierten. Er dirigierte und inszenierte verschiedene Opernaufführungen, leitete 1923–24 die Société canadienne d'opérette, arbeitete als Dirigent für den Rundfunk und trat auch als Schauspieler auf. 1938 dirigierte und inszenierte er eine Aufführung von Xavier Leroux’ Oper Évangéline (nach der Versdichtung von Longfellow).

## Quelle
- The Canadian Encyclopedia - Albert Roberval
- Hélène Paul: "Le couple Maubourg-Roberval" in L'Annuaire théâtral 13–14 (1993), S. 75–93

| Personendaten    | Personendaten                                                                |
| ---------------- | ---------------------------------------------------------------------------- |
| NAME             | Roberval, Albert                                                             |
| KURZBESCHREIBUNG | kanadischer Opernsänger (Tenor), Dirigent, Theaterleiter und Gesangspädagoge |
| GEBURTSDATUM     | 23. Oktober 1869                                                             |
| GEBURTSORT       | Florenz                                                                      |
| STERBEDATUM      | 4. Oktober 1941                                                              |
| STERBEORT        | Montreal                                                                     |